# تاتسونوری هیساناگا
تاتسونوری هیساناگا (انگلیسی: Tatsunori Hisanaga؛ زادهٔ ۲۳ دسامبر ۱۹۷۷) بازیکن فوتبال اهل ژاپن است.
از باشگاه‌هایی که در آن بازی کرده‌است می‌توان به باشگاه فوتبال آویسپا فوکوئوکا و باشگاه فوتبال یوکوهاما مارینوس اشاره کرد.